# Bocche inutili
Bocche inutili è un film del 2022 diretto da Claudio Uberti.
Il film è basato su testimonianze reali e documentate di donne sopravvissute all'Olocausto.

## Trama
La lealtà delle donne del campo viene messa in difficoltà dagli ufficiali, dalla fame e dal bisogno di evadere. Sarà Andra a far tornare le donne alla realtà, suggerendo che l'unica speranza rimasta in quell'inferno sia la vita che Ester porta in grembo. Ester riesce a sopravvivere abbastanza a lungo da dare luce al bambino e nascondersi fino alla liberazione del campo.

## Distribuzione
Il film è stato distribuito nelle sale cinematografiche italiane dal 25 aprile 2022, in occasione dell'anniversario festa della liberazione.